# Sonsonate FC
Sonsonate Fútbol Club – salwadorski klub piłkarski z siedzibą w mieście Sonsonate, stolicy departamentu Sonsonate. Funkcjonował w latach 1948–2021. Domowe mecze rozgrywał na obiekcie Estadio Ana Mercedes Campos.

## Osiągnięcia

### Krajowe
- Primera División

| zwycięstwo (0):     | –    |
| drugie miejsce (1): | 1952 |

## Historia
Klub powstał na bazie lokalnego zespołu Ferrocarril, który od lat. 30 XX wieku do 1951 roku występował w najwyższej lidze salwadorskiej. Jako oficjalny rok założenia klubu podaje się 1948 jako CD Sonsonate, kiedy to rozegrano pierwszy pełny sezon profesjonalnej ligi salwadorskiej. Wziął w nim udział również Ferrocarril. W 1951 roku Ferrocarril zmienił nazwę na Leones de Sonsonate. Pod nazwą Leones drużyna występowała w najwyższej lidze salwadorskiej w latach 1951–1956 i 1957–1961. Największym osiągnięciem klubu w pierwszej lidze było wicemistrzostwo Salwadoru (1951/1952).
W 1966 roku Leones wygrał drugą ligę salwadorską i awansował do najwyższej klasy rozgrywkowej, bezpośrednio po tym wchodząc w fuzję z lokalnym klubem AD Huracán de Sonsonate i tworząc w ten sposób Sonsonate FC. W 1975 roku Sonsonate zanotował relegację do drugiej ligi, jednak ze względu na powiększenie ligi z 10 do 12 klubów ostatecznie pozostał w Primera División. Ostatecznie w 1979 roku klub po przegranym dwumeczu barażowym z Platense Zacatecoluca (1:2, 0:1) spadł do drugiej ligi po 13 latach nieprzerwanej gry na najwyższym szczeblu.
W latach 80. XX wieku i latach 90. XX wieku w pierwszej lidze występowały kluby z departamentu Sonsonate: Acajutla FC (1986–1990), który następnie zmienił nazwę na Tiburones (1990–1996). W 1996 roku ekipa Tiburones zmieniła nazwę na Árabe Marte, a po awansie do Primera División w 1997 roku zmieniła nazwę na Sonsonate FC i występowała w najwyższej klasie rozgrywkowej przez dwa lata (1997–1999), a następnie przez kilka sezonów w drugiej lidze jako CD Sonsonate (w 2008 roku klub zmienił nazwę na Alba-Acajutla). Według niektórych źródeł nie powinno się jednak tego zespołu uznawać za następcę oryginalnego Sonsonate, który spadł z pierwszej ligi w 1979 roku.
W sierpniu 2009 reaktywowano klub pod nazwą Sonsonate FC. Zespół przystąpił do czwartej ligi salwadorskiej i w 2011 roku awansował do trzeciej ligi, natomiast w 2013 roku dołączył do drugiej ligi po wykupieniu licencji klubu CD Titán. W 2015 roku Sonsonate wykupił licencję Real Destroyer, beniaminka najwyższej klasy rozgrywkowej, powracając tym samym do pierwszej ligi. Tym razem klub spędził w Primera División sześć lat (2015–2021), po czym w 2021 roku został wykluczony z rozgrywek przez Salwadorski Związek Piłki Nożnej z powodu zaległości finansowych i zakończył działalność.